# وجه على المريخ
سنة 1976 حدث شيء طريف حول كوكب المريخ، فبينما كانت مركبة فايكينغ 1 التابعة لوكالة ناسا تدور حول المريخ وتلتقط صور لمناطق هبوط ممكنة للمركبة فايكينغ 2، التقطت صورة لظل غامض يشبه وجه إنسان. كان هذا الوجه المحدق بالكاميرات بمقاس ميلين ما بين نهايتيه ويتموقع بمنطقة تسمى سيدونيا. أثارت هذه الصورة اهتماماً وجدلاً كبيرين في صفوف العامة وحظيت باهتمام كبير من قبل العلماء لدراستها، وكانت دراستها على مرحلتين بعد التقاط الصورة لأول مرة سنة 1976.

## الادعاءات
شكلت هذه الصورة بيئة خصبة لانطلاق ادعاءات العلوم الزائفة وسائر الادعاءات غير المثبتة والتي انقسمت إلى:
- ادعاء بأن هناك حياة ذكية على المريخ أو حياة سابقة وتوجهت الشكوك والاتهامات لناسا بأنها تخفي هذه الحقيقة.
- حتى أن البعض جمح به الخيال ليدعي بأن تلك الصور هي وجه الإله.
- بعض الادعاءات ربطات بين تلك الصورة وصور أخرى التقطت على المريخ كانت على شكل اهرامات وبين بعض الأثار على الأرض كأهرامات مصر واقترحت أنها من إنتاج قوى خارقة وحضارات ذكية نجهل مستقبلها لكنها كانت على تواصل مع الحضارة الفرعونية وما جعلهم يصلون إلى هذا الاستنتاج هو «تشابه» رأوه بين الوجه على المريخ ووجه فرعون مصري.

أيضاً تمنت الحكومة الأمريكية والداعمين لميزانية ناسا أن يكون الأمر صحيحاً اننا وجدنا أدلة على حياة ذكية خارج الأرض ووفق هذا التمني تم تحريف القضية في بعض الأحيان من مكانها الأصلي وهو الدراسة العلمية.
لكن ما حقيقة هذه الصورة ومدى صحة هذه الادعاءات؟
بعد التقاط الصورة نشرت ناسا الصورة في وسائل الاعلام ومع شرح مرفق لها «تشكل صخرة عملاقة... تشابه الرأس البشري... وبسبب الظلال التي تلقيها، تعطي انطباع للعين بأنك تشاهد أنف وفم». وعلل الكاتب ذلك، بأنها طريقة ممتازة لشغل وجذب انتباه الجمهور إلى المريخ.
حسناً، كان لهذا الكاتب ماأراده!
لكن ما حقيقة هذه الصورة ومدى صحة هذه الادعاءات؟

## تحليل ودراسة الصور
تم تحديد حقيقة هذه الصور فيما بعد على مرحلتين:
المرحلة الأولى سنة 1998: 
بعد ذلك أصبح «الوجه على المريخ» أيقونة شعبية. بدأ بالظهور في أفلام هوليود أولا، الكتب، المجلات، برامج الراديو وفي قراطيس البقالة.
وبعد كل هذا الجدل والشهرة التي لاقتها الصورة، أصبحت دراستها أمراً أساسياً من قبل ناسا فأرسلت المستقصي المريخي العالمي (MGS) سنة 1997 وفي سنة 1998 التقطوا صورة جديدة بدقة أكبر بعشر مرت من المرة السابقة.
الصورة الجديدة كشفت عن شكل لأرض طبيعية. لم يكن هناك أي نصب تذكاري لمخلوقات فضائية على الإطلاق.
لكن الأمر لم ينتهي هنا فالأمر لم يحسم بعد، إذ عد المشككون من جديد مستغلين عامل الطقس والضباب، الوجه على المريخ يقع على خط العرض 41 في الشمال المريخي حيث كان شتاءا في الشهر الرابع من العام 1998 يوم ضبابي من السنة على الكوكب الأحمر. كان على الكاميرا الموجودة في MGS أن تبحر عبر السحب الناعمة لترى الوجه. ويقول المشككون ربما كانت إشارات المخلوقات الفضائية مختفية في الضباب. وكانت مهمة صعبة لأن المستقصي المريخي العالمي عبارة عن مركبة فضائية لرسم الخرائط وبالتالي فهي تنظر بشكل اعتيادي وفقا لخط مستقيم نحو الأسفل وتقوم بإجراء فحص للكوكب تماما بشكل مشابه لآلة الفاكس وضمن أشرطة ضيقة تبلغ من العرض حوالي 2.5 كيلومتر.

المرحلة الثانية سنة 2001: 
أعاد المستقصي التصوير هذه المرة في يوم صيفي صافٍ تماماً. واقترب بشكل كافي في 8 إبريل سنة 2001, باستخدام الدقة القصوى للكاميرا". كل بكسل من الصورة في العام 2001 تمتد على مدار 1.56 متر، مقارنة ب 43 متر للبيكسل في أفضل صورة لفايكنغ في العام 1976.
لو كان هناك أجسام في هذه الصورة مثل طائرات على الأرض أو أهرامات من النموذج المصري أو حتى أكواخ صغيرة، لأمكنك حينها أن ترى ما هي عليه.
النتيجة: ما ترينا إياه الصورة في الحقيقة هو هضبة مريخية حادة الأطراف.
حسناً لنلقي نظرة على التقني المستعملة في الدراسة والتي لم تترك أي مجال للشك حول أن الصورة هي مجرد هضبة في منطقة سيدونيا على كوكب المريخ:
استخدموا قياس الارتفاع الليزري المدعو MOLA والموجود على متن المستقصي المريخي العالمي.
يمكن لـ MOLA أن يقيس ارتفاع الأشياء بدقة عمودية تقع في المجال 20 إلى 30 سنتمتر وتبلغ دقته الأفقية حوالي 150 متر.
بأخذ مئات القياسات للارتفاعات الخاصة بالهضاب المميزة والموجودة في سيدونيا وجدوا أن ارتفاع «الوجه» حجمه ونسبة العرض إلى الارتفاع في الحقيقة، كل الأبعاد الخاصة به مشابهة لبقية الهضاب. ولم يكن غريبا ولا استثنائيا بأي طريقة من الطرق.
البيانات المأخوذة من هذه القياسات الليزرية كانت دقيقة وواضحة بما ليترك مجالاً للشك أو التأويل وتكفلت بكبح جماح المتخيلين والمدعين.
لم تترك الدراسة مجالاً الآن، وربما يوماً ما يمكننا الاستمتاع بتسلق هذه الهضبة متذكرين الادعاءات حولها، حتماً سيكون تسلقاً ممتعاً.